# 蟹田町
蟹田町（かにたまち）は、青森県東津軽郡の東部に位置していた町である。2005年3月28日に同郡の平舘村・三厩村と合併して新しく外ヶ浜町の一部となり廃止した。

## 地理
青森県北西部、津軽半島東岸に位置する。主に蟹田川の流域を町の範囲とし、北部は丸屋形岳のピークで、今別町や平舘村に接する。
- 山: 丸屋形岳、木無岳、鳴川岳、横岳、カシベ岳、清水股岳、小国峠、品岳、天狗岳、角橋沢山、中山峠、玉清水山
- 河川: 蟹田川、高石股沢、清水股沢、吹場沢、砂川沢、藤ヶ股沢、大川目沢、館ノ沢、西股沢、南股沢

### 隣接していた自治体
- 東津軽郡：今別町、平舘村、蓬田村
- 北津軽郡：五所川原市、中里町、市浦村

## 歴史
- 1889年（明治22年）4月1日 - 町村制施行により石浜村の一部、蟹田村、中師村、小国村、山本村、大平村、南沢村が合併し、蟹田村が発足。
- 1941年（昭和16年）10月5日 - 町制を施行し蟹田町となる。
- 2005年（平成17年）3月28日 - 平舘村、三厩村と合併して外ヶ浜町となり、同日蟹田町廃止。

## 姉妹都市
- 砂原町（北海道） 1980年（昭和55年）11月22日
- 木古内町（北海道） 1988年（昭和63年）3月31日

## 産業
- 漁業
  - 蟹田漁港

## 地域

### 教育
- 蟹田小学校
- 蟹田中学校

### 神社
- 稲荷神社
- 住吉神社
- 桂渕神社

## 交通

### 鉄道
- 東日本旅客鉄道
  - 津軽線 : 蟹田駅 - 中小国駅 - 大平駅
  - 海峡線 : 中小国駅

### バス
- 蟹田町循環バス

### 道路
- 国道280号
- 青森県道12号鰺ケ沢蟹田線（やまなみトンネル、大平トンネル）
- 青森県道14号今別蟹田線
- 清水股林道

## 名所・旧跡・観光
- 林間ファミリー国
- 観瀾山公園
- 太宰治の文学碑
- 風のまち交流プラザ トップマスト
- 一本町公園
- 鍛冶屋の一本松
- 観瀾山公園海水公園
- おぐにふるさと体験館
- 大平山元遺跡